# Nazaré Paulista
Nazaré Paulista é um município brasileiro do estado de São Paulo. Sua população estimada em 2024 era de 18.620 habitantes.
Está localizada na Mesorregião de Campinas e na Microrregião de Bragança Paulista, sendo o segundo maior município em extensão territorial desta região, atrás apenas da cidade de Atibaia. É conhecida por abrigar a Represa Atibainha e uma fração do Parque Estadual Itaberaba. O pequeno município de Nazaré Paulista apresenta relevo montanhoso, atingindo 1.030 m de altitude, com nascentes, cachoeiras e águas represadas em seus vales.

## História
Fundada em 1676, Nazaré Paulista serviu de passagem para os bandeirantes e viveu um período de riqueza com a agricultura cafeeira.
Comenta-se a existência de pequeno vilarejo em data anterior a de sua fundação no ano de 1676. É ignorado exatos dia e mês, a origem da fundação da município se deve ao erguer de uma capela em louvor a Nossa Senhora de Nazareth, pelo bandeirante Mathias Lopes, fundador do município nazareano. Conta a história que, à distância aproximada de 5 km. da atual Nazaré residia o irmão de Mathias, ambos eram católicos, e cada qual possui uma capela em seus domínios, devotada à Nossa Senhora de Nazareth. Havia porém, apenas uma única imagem conservada sob os domínios de Mathias.
Seu irmão inconformado com a situação, retirou certa noite a imagem da capela de Mathias e a carregou consigo até sua capela. Dias após este procurou Mathias informando-lhe sobre o ocorrido, evidenciando que a imagem por si só havia se deslocada até sua capela, afirmando tal fato se tratar de um milagre.
Desconfiado Mathias reconduziu a imagem novamente até sua capela de origem.
O fato se repetiu por diversas vezes, porém tendo sempre o retorno da imagem ao seu local originário, do qual Mathias acabou saindo vencedor, e seu irmão desistiu do intento. Mathias então mandou construir uma igreja consagrando-a à santa.
O povoado foi elevado à categoria de Vila, pela lei n.º 15 de 10 de Junho de 1850.

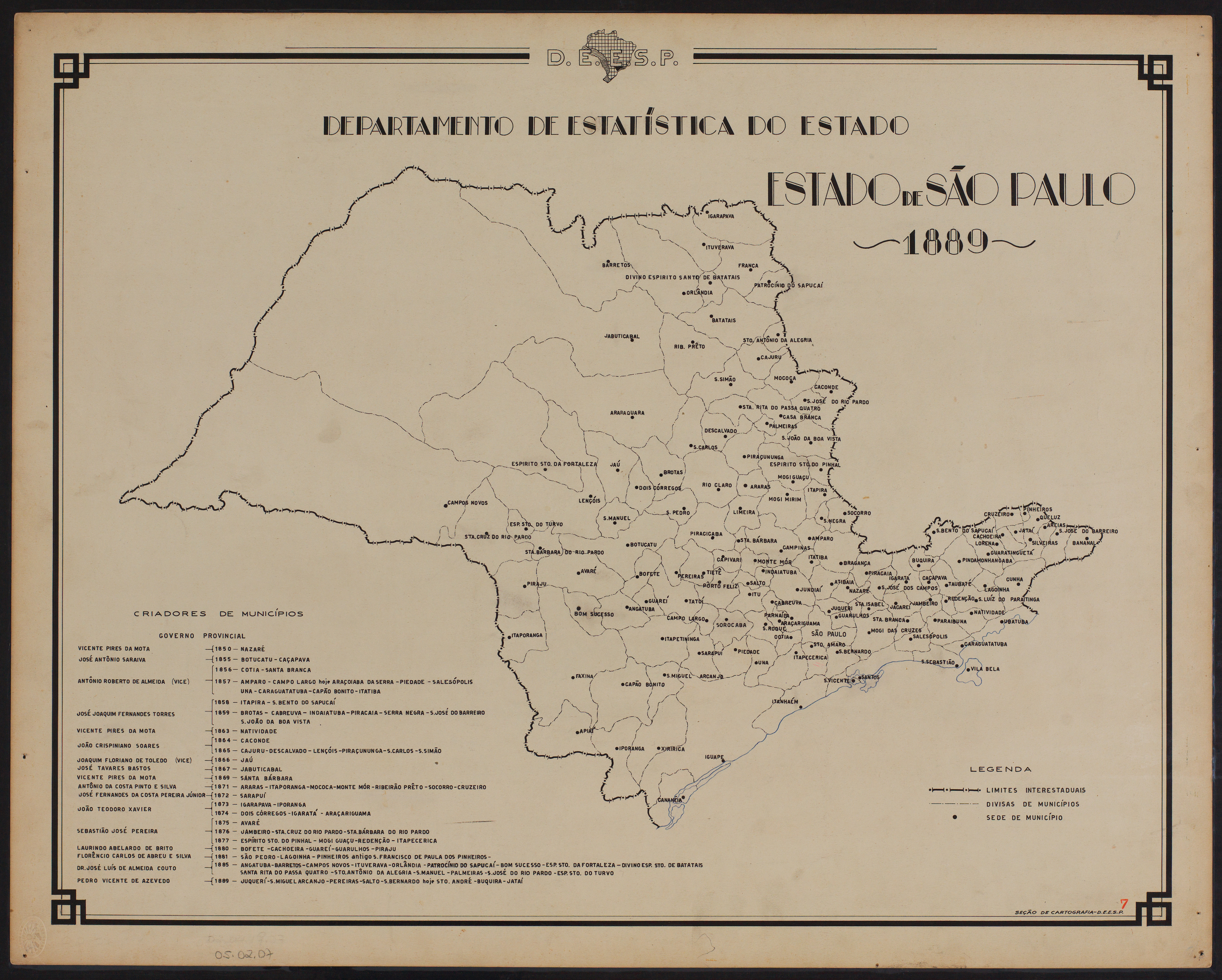
Estado de São Paulo (1889).

Através da lei n.º 12 de 24 de Março de 1859, a atual Piracaia foi desmembrada de Nazaré, à qual era jurisdicionada. Em 19 de dezembro de 1906, a lei de n.º 1038 a elevou à categoria de cidade.
Em 1916 incorporou-se Ajuritiba, atual município de Bom Jesus dos Perdões, que posteriormente em 1959 é elevado à categoria de município, desvinculando-se de Nazaré Paulista.
Em 1944, o município passa a denominar-se Nazaré Paulista — através do Decreto-Lei n.º 14334.
Em 2015, Nazaré Paulista conquista sua independência jurídica, passando a ser uma comarca, desmembrando-se da comarca de Atibaia.

## Geografia

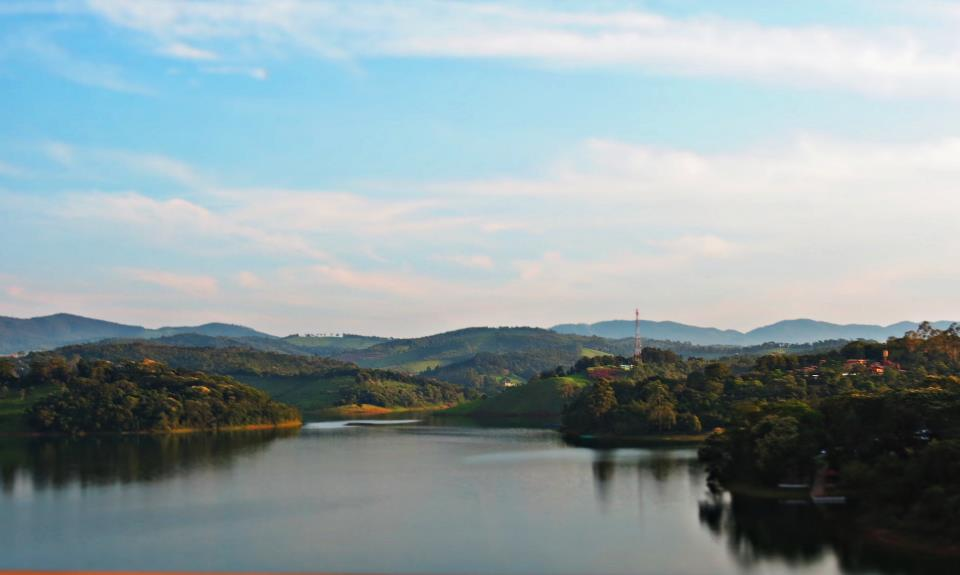
Represa e área rural vistas da rodovia Dom Pedro I.

Localiza-se a uma latitude 23º10'52" sul e a uma longitude 46º23'42" oeste, estando a uma altitude de 845 metros. 

### Hidrografia
- Rio Atibainha

### Rodovias
- Rodovia D. Pedro I
- Rodovia Juvenal Ponciano de Camargo (Guarulhos-Nazaré Paulista)

## Demografia

### População
| Crescimento populacional                             | Crescimento populacional | Crescimento populacional | Crescimento populacional |
| Ano                                                  | População Total          |                          | %±                       |
| ---------------------------------------------------- | ------------------------ | ------------------------ | ------------------------ |
| 1872                                                 | 5 280                    |                          |                          |
| 1890                                                 | 7 802                    |                          | 47,8%                    |
| 1900                                                 | 6 521                    |                          | −16,4%                   |
| 1910                                                 | 11 139                   |                          | 70,8%                    |
| 1920                                                 | 11 805                   |                          | 6,0%                     |
| 1925                                                 | 13 606                   |                          | 15,3%                    |
| 1934                                                 | 11 199                   |                          | −17,7%                   |
| 1937                                                 | 11 973                   |                          | 6,9%                     |
| 1940                                                 | 9 722                    |                          | −18,8%                   |
| 1946                                                 | 11 114                   |                          | 14,3%                    |
| 1950                                                 | 10 027                   |                          | −9,8%                    |
| 1958                                                 | 9 988                    |                          | −0,4%                    |
| 1960                                                 | 7 572                    |                          | −24,2%                   |
| 1970                                                 | 10 009                   |                          | 32,2%                    |
| 1980                                                 | 8 419                    |                          | −15,9%                   |
| 1991                                                 | 11 671                   |                          | 38,6%                    |
| 2000                                                 | 14 410                   |                          | 23,5%                    |
| 2010                                                 | 16 414                   |                          | 13,9%                    |
| 2022                                                 | 18 217                   |                          | 11,0%                    |
| Est. 2024                                            | 18 620                   | [ 7 ]                    | 2,2%                     |
| Fontes: Censos Demográficos IBGE e Estimativas SEADE |                          |                          |                          |

### Dados demográficos
Dados do Censo - 2000
População total: 14.410
- Urbana: 5.830
- Rural: 8.580
- Homens: 7.427
- Mulheres: 6.983

Densidade demográfica (hab./km²): 44,12
Mortalidade infantil até 1 ano (por mil): 16,80
Expectativa de vida (anos): 70,73
Taxa de fecundidade (filhos por mulher): 2,47
Taxa de alfabetização: 83,82%
Índice de Desenvolvimento Humano (IDH-M): 0,746
- IDH-M Renda: 0,666
- IDH-M Longevidade: 0,762
- IDH-M Educação: 0,810

(Fonte: IPEADATA)

## Política e administração

### Governo
- Prefeito: Avanilde Aparecida Gonzaga Canedo (União Brasil) (2025/2028)
- Vice-prefeito: Humberto Manoel Cruz (Republicanos) (2025/2028)
- Vereadores: 
  - Fabio Alexandre Silveira (PSDB) (2025/2028) - Presidente da Câmara
  - Clóvis Aparecido de Oliveira (PT) (2025/2028)
  - Daniel de Moraes (União Brasil) (2025/2028)
  - Homero Aparecido de Moraes (Republicanos) (2025/2028)
  - Jefferson Aparecido Evangelista Pereira (PSD) (2025/2028)
  - Luiz Carlos Sensineli (MDB) (2025/2028)
  - Marcos Antonio da Silva (PSD) (2025/2028)
  - Priscila Elaine de Almeida (Republicanos) (2025/2028)
  - Reginaldo Simões Filho (União Brasil) (2025/2028)
  - Renato José da Silva (MDB) (2025/2028)
  - Wellington Maicon dos Santos (PSDB) (2025/2028)

### Subdivisões

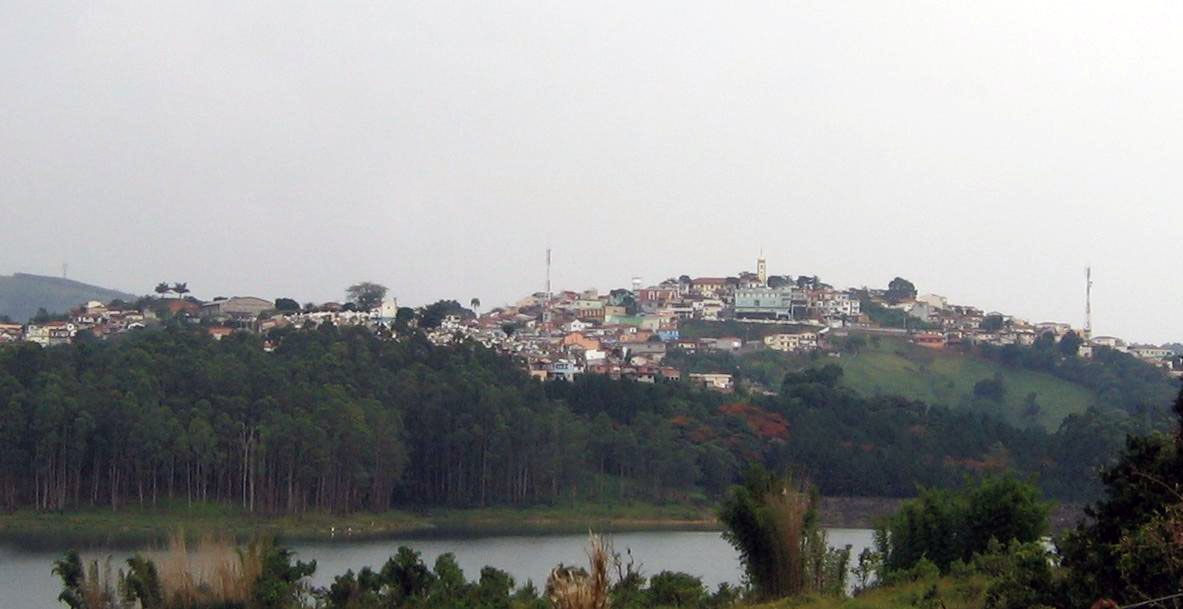
Centro da cidade nas margens da represa.

Nazaré Paulista é formada por 27 bairros, além do perímetro urbano (Centro). São eles:
- Centro
- Araújo
- Atibainha
- Campininha
- Cuiabá
- Cuiabá de Cima
- Divininho
- Estância Atibainha
- Ferreiras
- Itinga
- Livramento
- Marmeleiro
- Mascate
- Mascate Grande
- Mato Dentro
- Moinho I
- Moinho II
- Morro Grande
- Parque das Águas
- Quatro Cantos
- Ribeirão Acima
- Santa Luzia
- São Lázaro
- Sertãozinho
- Tanque Preto
- Vicente Nunes
- Vila Galhardo
- Zico Cunha

## Infraestrutura

### Energia
A concessionária de energia elétrica que atende o município é a Elektro, antiga Cesp.

### Saneamento
Com uma represa que abrange grande parte do município, Nazaré Paulista tem captação própria de água e a distribui por toda a zona urbana através da Sabesp, fazendo parte do Sistema Cantareira de represas, que abastece a região da Grande São Paulo.

### Comunicações
O sistema de telefones automáticos foi inaugurado na cidade em 1974 pela Telecomunicações de São Paulo (TELESP), que também implantou o sistema de discagem direta à distância (DDD) em 1983 com o código de área (011).

## Religião

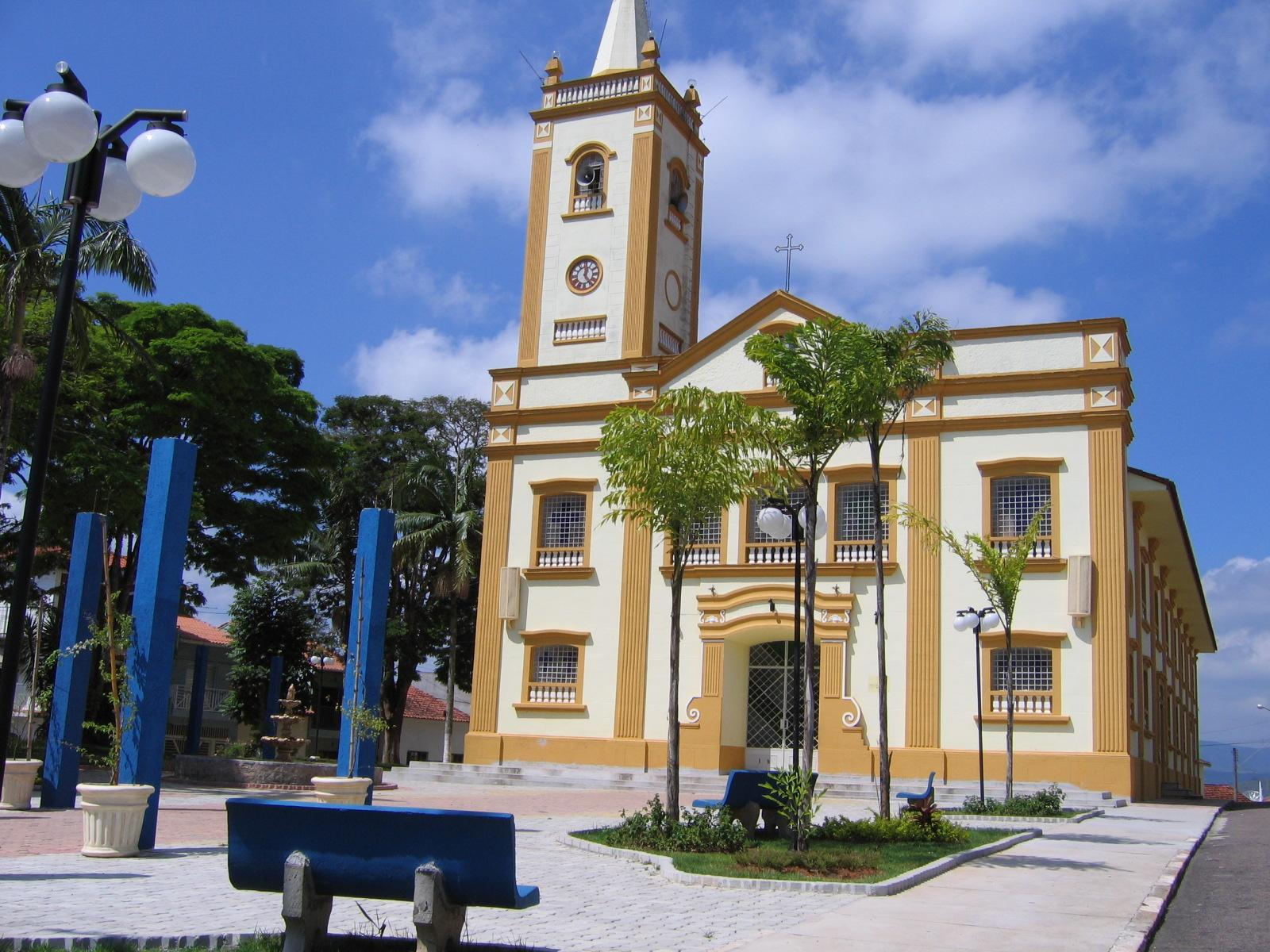
Igreja Matriz.

O Cristianismo se faz presente na cidade da seguinte forma:

### Igreja Católica
- A igreja faz parte da Diocese de Bragança Paulista.[15]

### Igrejas Evangélicas
Entre as igrejas protestantes históricas, pentecostais e neopentecostais, encontram-se na cidade:
- Assembleia de Deus Ministério do Belém.[18][19]
- Congregação Cristã no Brasil.[20]